# Funzionario di fatto
La locuzione funzionario di fatto, in diritto, identifica una persona che agisce come un funzionario, generalmente pubblico, senza averne il titolo ufficiale.

## Storia
Nel diritto romano le sue sentenze trovavano esistenza nel fatto che costui aveva svolto materialmente la funzione.

## Nel mondo

### Italia
Nell'ordinamento giuridico l'espressione funzionario di fatto individua un soggetto che eserciti di fatto funzioni amministrative nell'ipotesi in cui l'atto di investitura di questo sia viziato o manchi del tutto.
Affinché ciò si verifichi è necessaria la presenza contemporanea di 3 presupposti:
a) il titolare dell'organo competente ad emanare l'atto manca o è impossibilitato a farlo;
b) deve esserci l'effettività di potere: ossia si constata un riconoscimento che la collettività dà a colui che agisce; 
c) necessità e inderogabilità dell'esercizio delle funzioni.
In questo caso l'assunzione dell'atto, anche da chi non abbia un vero e proprio rapporto organico con l'amministrazione, non crea ostacoli alla creazione di veri e propri atti giuridici.

Si viene dunque a creare un rapporto organico non di diritto, ma di fatto. Questo rapporto organico di fatto ha le stesse conseguenze del rapporto di diritto: vale a dire, atti amministrativi.
Colui che ha agito come funzionario di fatto è remunerato con uno stipendio e ha diritto alla carriera.
La mancanza del preposto all'organo non dipende necessariamente da elementi casuali, può dipendere anche dall'attività del funzionario di fatto che ha impedito al titolare dell'organo di esercitare le proprie funzioni: fenomeno della usurpazione di funzioni pubbliche (si è avuto nel periodo della Repubblica di Salò).